# Paul August Schmitz

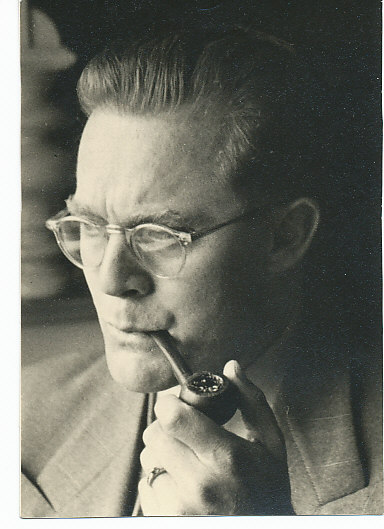
Paul August Schmitz, Anfang der 1930er Jahre

Paul August Schmitz (* 12. Dezember 1903 in Frankfurt am Main; † 15. Mai 1948 in Workuta, (Sowjetunion); bekannt auch unter dem Namen Paul Schmitz-Kairo) war ein deutscher Journalist und Nahostexperte.

## Leben
Paul Schmitz war der Sohn des Schulrektors August Schmitz und dessen Frau Johanna, geborene Pastoors. Er studierte an den Universitäten Frankfurt und Heidelberg Philosophie und ergriff dann die Laufbahn eines Schriftstellers und Journalisten. Ab 1929 war er, in München wohnend, zunächst Leiter der Funksparte der katholischen Korrespondenz und dann Hauptschriftleiter der österreichischen katholischen Zeitschrift Weltguck (Verlagsanstalt Tyrolia) und Schriftleiter an der Korrespondenz Funk und Schall. In erster Ehe war Paul Schmitz mit Rosa Wilhelmine, geborene Fries, verheiratet. Aus dieser Ehe stammten die Töchter Gisela und Marianne. In zweiter Ehe war Paul Schmitz seit 1940 mit Charlotte Marie Pasewark verheiratet, die er in Kairo kennenlernte. Aus dieser Ehe stammt die 1944 geborene Tochter Gertrud Schmitz.
Im März 1933 bekam Paul Schmitz zunehmend Schwierigkeiten mit den an die Macht gekommenen Nationalsozialisten, und so wanderte er, einer Einladung eines Freundes folgend, im Mai 1933 nach Ägypten aus. In Kairo arbeitete Paul Schmitz zunächst für die Zeitung La Bourse Égyptienne und die amerikanische Zeitungsagentur Associated Press. Im Jahre 1935 gelang es ihm dann, für die deutschen Zeitungen Hamburger Fremdenblatt und Münchner Neueste Nachrichten Artikel zu schreiben und er wurde deren Berichterstatter im Nahen Osten. Auch für den Zeitungsdienst Graf Reischach war er tätig. Während des Aufenthaltes in Ägypten unternahm Paul Schmitz im Auftrag der Zeitungen mehrere große Reisen durch Afrika, Arabien, Palästina, Syrien, Persien, Afghanistan und Indien und schrieb darüber unter dem Namen „Paul Schmitz-Kairo“ eine Reihe von politischen Büchern, die überwiegend im Wilhelm Goldmann Verlag erschienen. Zum Teil wurden seine Bücher auch ins Polnische, Italienische, Rumänische und Japanische übersetzt.
In Kairo war er Korrespondent unter anderem für den Völkischen Beobachter und andere reichsdeutsche Zeitungen, sowie für die Presseagentur des Reichspropagandaministeriums „Transocean“. Am 7. Mai 1939 wurde er vom ägyptischen Justizministerium – einen Monat nach dem Besuch von Joseph Goebbels in Kairo – ohne Angabe von Gründen ausgewiesen. In der Literatur werden als Grund „nationalsozialistische Propaganda“ und antibritische Artikel im Völkischen Beobachter vermutet. Er nahm seinen Aufenthalt in der türkischen Hauptstadt Ankara. Im „Dritten Reich“ galt er inzwischen als einer der besten Kenner der arabischen Welt. In Ankara war er der Vertreter der Transocean und im März 1944 übernahm er auch die Leitung des Istanbuler Büros von Transocean, da man ihn wegen seiner engen Beziehungen zu türkischen Zeitungen, Journalisten und Abgeordneten, sowie zum Pressechef der Türkischen Regierung, Selim Sarper, für besonders geeignet hielt. Im Sommer 1944 – nach Abbruch der diplomatischen Beziehungen zur Türkei – kehrte Paul Schmitz nach Deutschland zurück. In Berlin arbeitete er in der Zentrale von „Transocean“ als Spezialist für türkische und arabische Fragen bis zum 14. April 1945. An diesem Tag verließ er seine Dienststelle und zog sich auf sein Anwesen in Neukamp auf der Insel Rügen zurück.
Nach der Besetzung Rügens durch die Rote Armee wurde Paul Schmitz am 10. Juli 1945 verhaftet und über Putbus und Berlin nach Moskau in das gefürchtete KGB-Gefängnis Lubjanka gebracht. Er wurde beschuldigt, Kurier der deutschen Botschaft in Ankara gewesen zu sein. Nach einem Jahr Haft in Moskau wurde Paul Schmitz am 30. November 1946 wegen Spionage zu 20 Jahren Arbeits- und Besserungslager verurteilt und in das berüchtigte Arbeitslager Workuta verbracht. Dort verstarb er am 15. Mai 1948.
Nach dem Ende der Sowjetunion und der Öffnung der Archive in Moskau war Paul Schmitz’ Tochter Gertrud um die Rehabilitation ihres Vaters bemüht. Mit Schreiben der Generalstaatsanwaltschaft der Russischen Föderation vom 21. Juni 2004 wurde Paul Schmitz posthum rehabilitiert.

## Schriften
Seine Bücher All-Islam – Weltmacht von Morgen und Die arabische Revolution wurden zum Beispiel 2007 noch als einführende Literatur zur Vorlesung „Die Instrumentalisierung des Islams im Nationalsozialistischen Deutschen Reich“ an der Freien Universität Berlin benannt.
Zwischen 1929 und 1945 wurden seine Beiträge von zahlreichen deutschen und österreichischen Zeitungen und Agenturen veröffentlicht. Er schrieb unter anderem für die Münchner Neueste Nachrichten, Deutsche Allgemeine Zeitung, Hannoverscher Kurier, Danziger Neueste Nachrichten, Stuttgarter Neues Tagblatt, Schlesische Tageszeitung, Preußische Zeitung, Fränkischer Kurier, Nürnberger Zeitung, Mitteldeutsche Zeitung Erfurt, Frankfurter Zeitung, Kölnische Zeitung, Germania, Beilage Kultur und Wissen, sowie für die Wiener Neue Freie Presse und Neues Wiener Tagblatt. Schmitz schrieb unter dem Kürzel Sch. auch für den Völkischen Beobachter. Für den DDR-Historiker Heinz Tillmann waren die Veröffentlichungen unter anderem von Giselher Wirsing und Paul Schmitz ein „[…] wichtiger Bestandteil der deutsch-faschistischen Nahostpropadanda am Vorabend und im Verlauf des Zweiten Weltkriegs […]“. Ihre Beiträge hätten nicht der Aufhellung, sondern der Verschleierung der aggressiven deutschen Nahostpolitik gedient.

## Schriften (Auswahl)
- All-Islam! Weltmacht von Morgen? Wilhelm Goldmann Verlag, Leipzig, 1937 und 1942.
- Ägyptens Weg zur Freiheit. Wilhelm Goldmann Verlag, Leipzig, 1937, 1941 und 1942
- Neubau der arabischen Welt. Wilhelm Goldmann Verlag, Leipzig, 1937 und 1940.
- Frankreich in Nordafrika. Wilhelm Goldmann Verlag, Leipzig, 1938.
- Moskau und die islamische Welt. Franz Eher Nachf., München, 1938.
- Politiker und Propheten am Roten Meer. Wilhelm Goldmann Verlag, Leipzig, 1939.
- Die britische Schwäche. Wilhelm Goldmann Verlag, Leipzig, 1940.
- Englands Gewaltpolitik am Nil. Deutsche Informationsstelle, Berlin, 1940.
- Die arabische Revolution. Wilhelm Goldmann Verlag, Leipzig, 1942.